# Gian Battista Corso
Gian Battista Corso (Palermo, 18 ottobre 1918 – Palermo, 24 novembre 2012) è stato un calciatore italiano, di ruolo portiere.

## Carriera
Dal 1941 al 1943 ha militato nel Palermo-Juventina.
Nella stagione 1945-1946 ha giocato 2 partite con il Palermo nell'anomalo campionato di Divisione Nazionale.
Nel 1953 abbandonò la carriera da calciatore dopo aver vinto un concorso della Polizia Municipale. 
È andato in pensione a metà degli anni ‘80, dopo oltre trent’anni di lavoro al comando dei Vigili Urbani.

## Palmarès

### Club

#### Competizioni nazionali
- Serie C: 1

Palermo-Juventina: 1941-1942

#### Competizioni regionali
- Campionato siciliano: 1

Palermo: 1945